# Jon Poll
Jon Poll (1958) è un montatore, regista e produttore cinematografico statunitense.

## Filmografia

### Montatore
- Il seme della gramigna (Weeds), regia di John Hancock (1987)
- Apache - Pioggia di fuoco (Fire Birds), regia di David Green (1990)
- Capitan America (Captain America), regia di Albert Pyun (1990)
- Tuffo nel buio (Wild Hearts Can't Be Broken), regia di Steve Miner (1991)
- Amore per sempre (Forever Young), regia di Steve Miner (1992)
- Crociera fuori programma (Cabin Boy), regia di Adam Resnick (1994)
- Vacanza a modo nostro (Camp Nowhere), regia di Jonathan Prince (1994)
- Dunston - Licenza di ridere (Dunston Checks In), regia di Ken Kwapis (1996)
- L'amore è un trucco (The Beautician and the Beast), regia di Ken Kwapis (1997)
- Cercasi tribù disperatamente (Krippendorf's Tribe), regia di Todd Holland (1998)
- Austin Powers - La spia che ci provava (Austin Powers: The Spy Who Shagged Me), regia di Jay Roach (1999)
- Mistery, Alaska, regia di Jay Roach (1999)
- Ti presento i miei (Meet the Parents), regia di Jay Roach (2000)
- Monkeybone, regia di Henry Selick (2001)
- Eliminate Smoochy (Death to Smoochy), regia di Danny DeVito (2002)
- Austin Powers in Goldmember, regia di Jay Roach (2002)
- Scary Movie 3 - Una risata vi seppellirà (Scary Movie 3), regia di David Zucker (2003)
- Mi presenti i tuoi? (Meet the Fockers), regia di Jay Roach (2004)
- A cena con un cretino (Dinner for Schmucks), regia di Jay Roach (2010)
- Candidato a sorpresa (The Campaign), regia di Jay Roach (2012)
- Affare fatto (Unfinished Business), regia di Ken Scott (2015)
- Bombshell - La voce dello scandalo (Bombshell), regia di Jay Roach (2019)
- Il colore viola (The Color Purple), regia di Blitz Bazawule (2023)
- I Roses (The Roses), regia di Jay Roach (2025)

### Regista
- Charlie Bartlett (2007)